# 常州駅
常州駅（じょうしゅうえき）は中華人民共和国江蘇省常州市天寧区関河東路に位置する中国国鉄上海鉄路局が管轄する駅である。本駅には滬寧都市間鉄道の駅も設置された。6本の線路と2面のホーム（島式）を設置予定である。常州地下鉄1号線が開業しており、当駅が乗り換えが可能となっている。

## 所属路線
- 中国国鉄
  - 京滬線：北京駅より1298km、上海駅まで165km
  - 滬寧都市間鉄道

## 駅構造
単式ホーム1面、島式ホーム2面の地上駅である。

## 利用状況
本駅は京滬線の旅客、貨物を扱う特等駅で、2010年4月現在、各種別を含め毎日150本弱の旅客列車が発着する。

## 歴史
- 1908年4月 - 開業した[5]。
- その後数度に渡り駅を拡張更新した[6]。
- 2010年7月1日 - 滬寧都市間鉄道が開業した。

## 隣の駅
中国国鉄
京滬線
新閘鎮駅 - 常州駅 - 常州東駅
滬寧都市間鉄道
丹陽駅 - 陵口駅（建設中） - 呂城駅（建設中） - 奔牛東駅（建設中） - 新閘東駅（建設中） - 常州駅 - 戚墅堰駅